# Редлайтен
Редлайтен (нем. Redleiten) — коммуна (нем. Gemeinde) в Австрии, в федеральной земле Верхняя Австрия. 
Входит в состав округа Фёклабрук.  Население составляет 482 человека (на 31 декабря 2005 года). Занимает площадь 14 км². Официальный код  —  41729.

## Политическая ситуация
Бургомистр коммуны — Йоханнес Веннингер (АНП) по результатам выборов 2003 года.
Совет представителей коммуны (нем. Gemeinderat) состоит из 13 мест.
- АНП занимает 6 мест.
- СДПА занимает 6 мест.
- АПС занимает 1 место.